# Paolo Francesco Antamori
Paolo Francesco Antamori (ur. 14 listopada 1712 w Rzymie, zm. 4 grudnia 1795 w Orvieto) – włoski kardynał.

## Życiorys
Urodził się 14 listopada 1712 roku w Rzymie, jako syn Tommasa Antamoriego i Eleny Belloni. Studiował na La Sapienzy, gdzie uzyskał doktorat utroque iure. Następnie został audytorem Kamery Apostolskiej i referendarzem Trybunału Obojga Sygnatur. W 1760 roku został rektorem La Sapienzy, a 1 czerwca 1776 roku przyjął święcenia diakonatu. 11 grudnia 1780 roku został kreowany kardynałem prezbiterem i otrzymał kościół tytularny Sant’Alessio. Tego samego dnia został biskupem Orvieto, a 11 lutego 1781 roku przyjął sakrę. Zmarł tamże 4 grudnia 1795 roku.